# Tricimba approximata
Tricimba approximata är en tvåvingeart som beskrevs av Ismay 1993. Tricimba approximata ingår i släktet Tricimba och familjen fritflugor. Inga underarter finns listade i Catalogue of Life.